# Ian Ashbee
Ian Ashbee (født 6. september 1976 i Birmingham, England) er en tidligere engelsk fodboldspiller (midtbanespiller). Han var aktiv mellem 1994 og 2012, og spillede primært for Cambridge og Hull.
Ashbee var i sin tid i Hull med til at føre klubben hele vejen fra den fjerdebedste liga, League Two, og op til Premier League, som holdet sikrede oprykning til i 2008. Holdet rykkede dog ud igen efter to sæsoner. Han afsluttede sin karriere med en enkelt sæson hos Preston.

## Klub Karriere

### Derby County
Ashbee startede sin professionelle karriere i 1994 hos klubben. Han spillede her i 2 år (1994-1996), og var bl.a. udlejet i en kort periode til Íþróttafélag Reykjavíkur. Han nåede at spille én kamp for sin klub, og 8 kampe på sit lejeophold. 

### Cambridge United
Ashbee blev den spiller i klubben, som havde været i klubben i længst tid. Han spillede her i 1996-2002. Her nåede han at spille hele 204 kampe og score 11 mål.

### Hull City
danske Jan Mølby var manden, der hentede Ashbee til Hull City FC. Ashbee spillede her i ni år (2002-2011), og spillede hele 243 kampe og scorede ti mål. 

## Landshold
Ashbee nåede aldrig at spille nogle landskampe for sit land.